# ポリウレタン

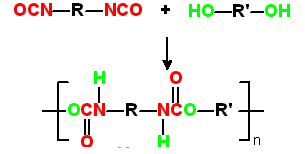
ポリウレタンの合成 ジイソシアネートとジオールモノマーが重合し、ポリウレタンを生成する。トリオールを用いる場合もある。

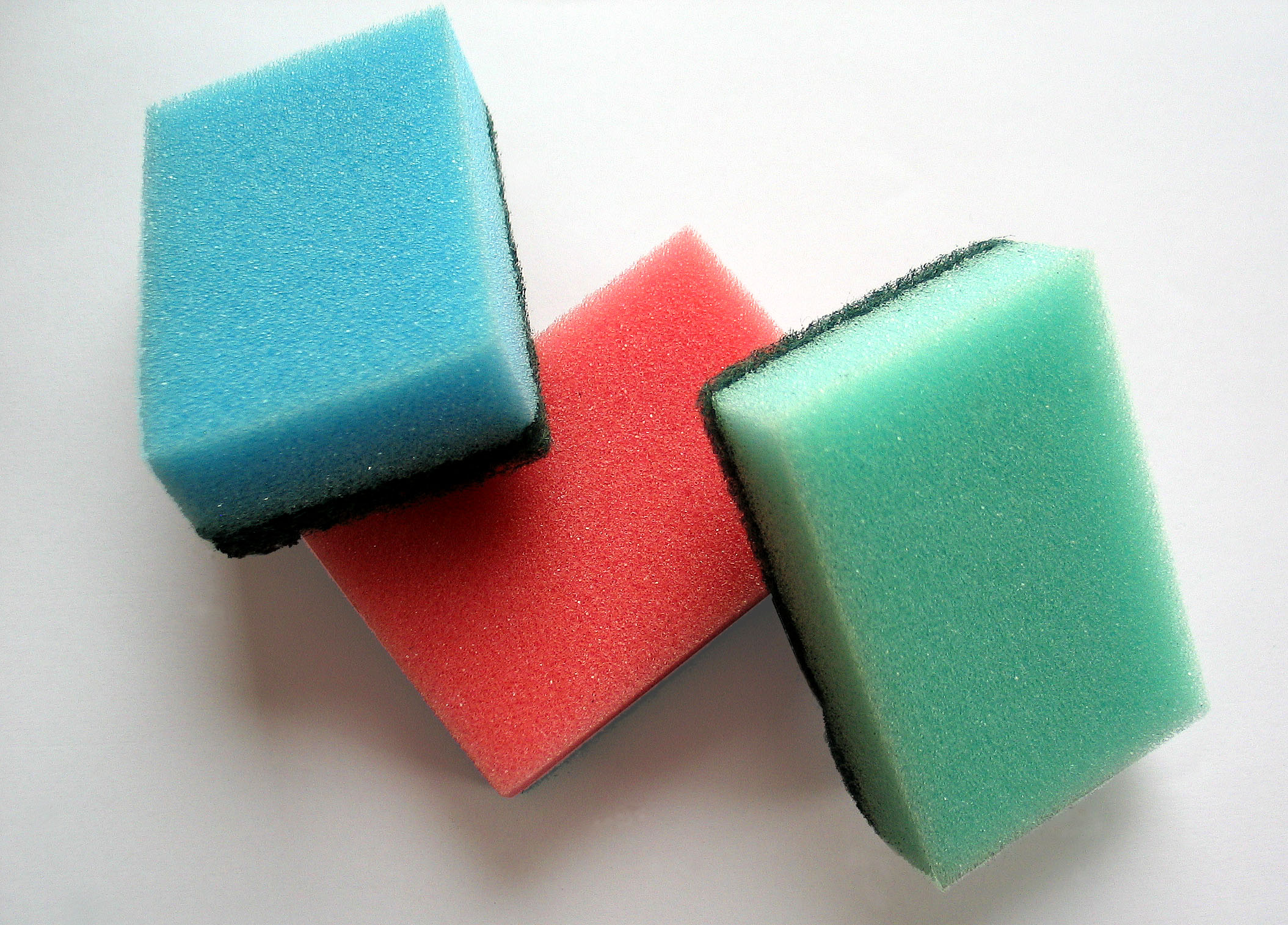
軟質ポリウレタンフォーム製の家庭用スポンジ

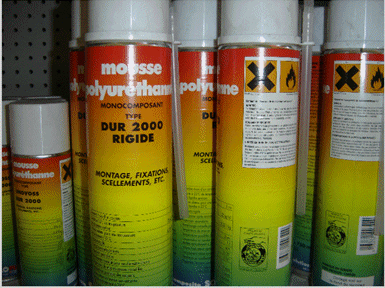
硬質ポリウレタンフォームの製造のための缶スプレー

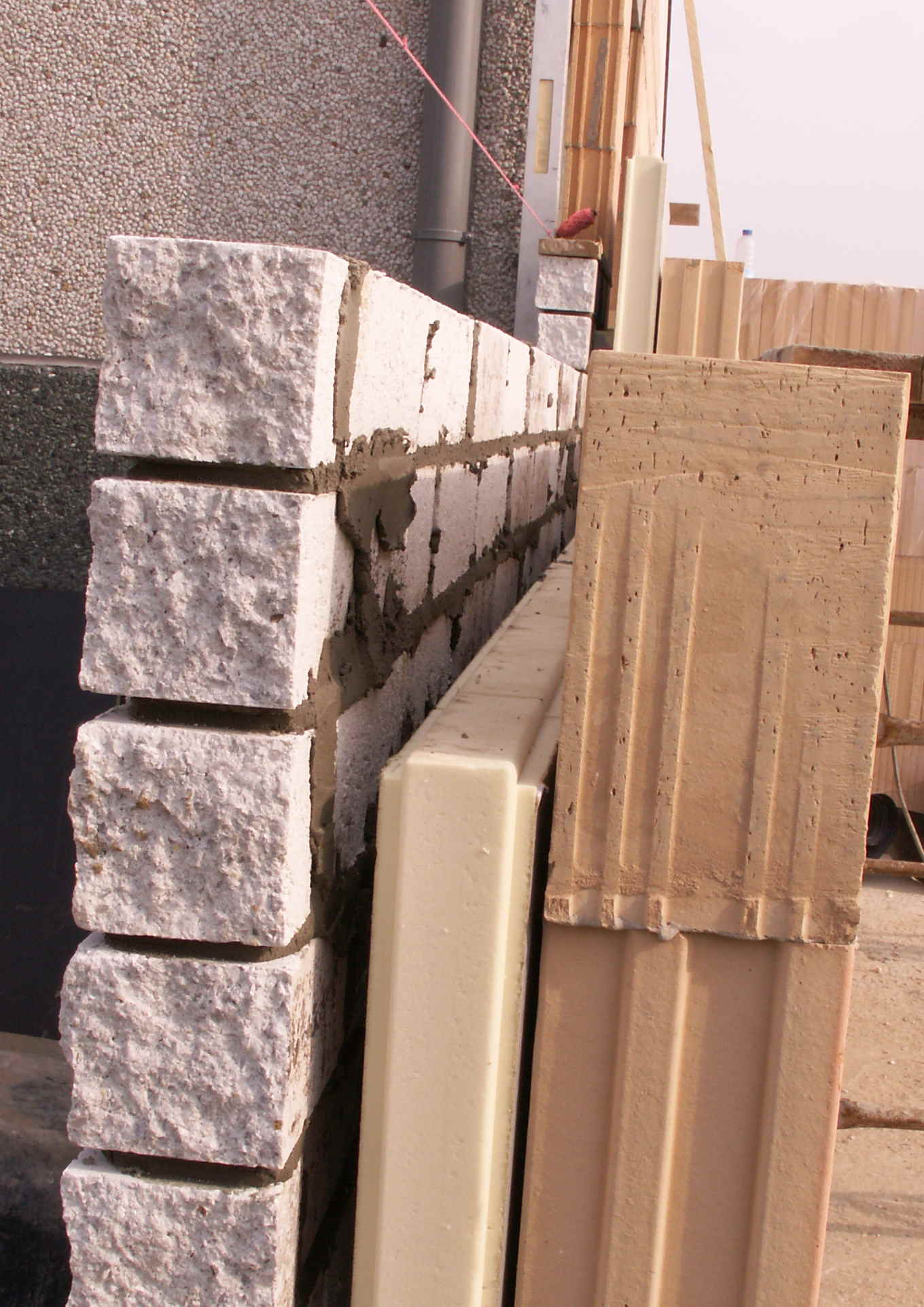
住宅建設における硬質ポリウレタンフォームの絶縁層

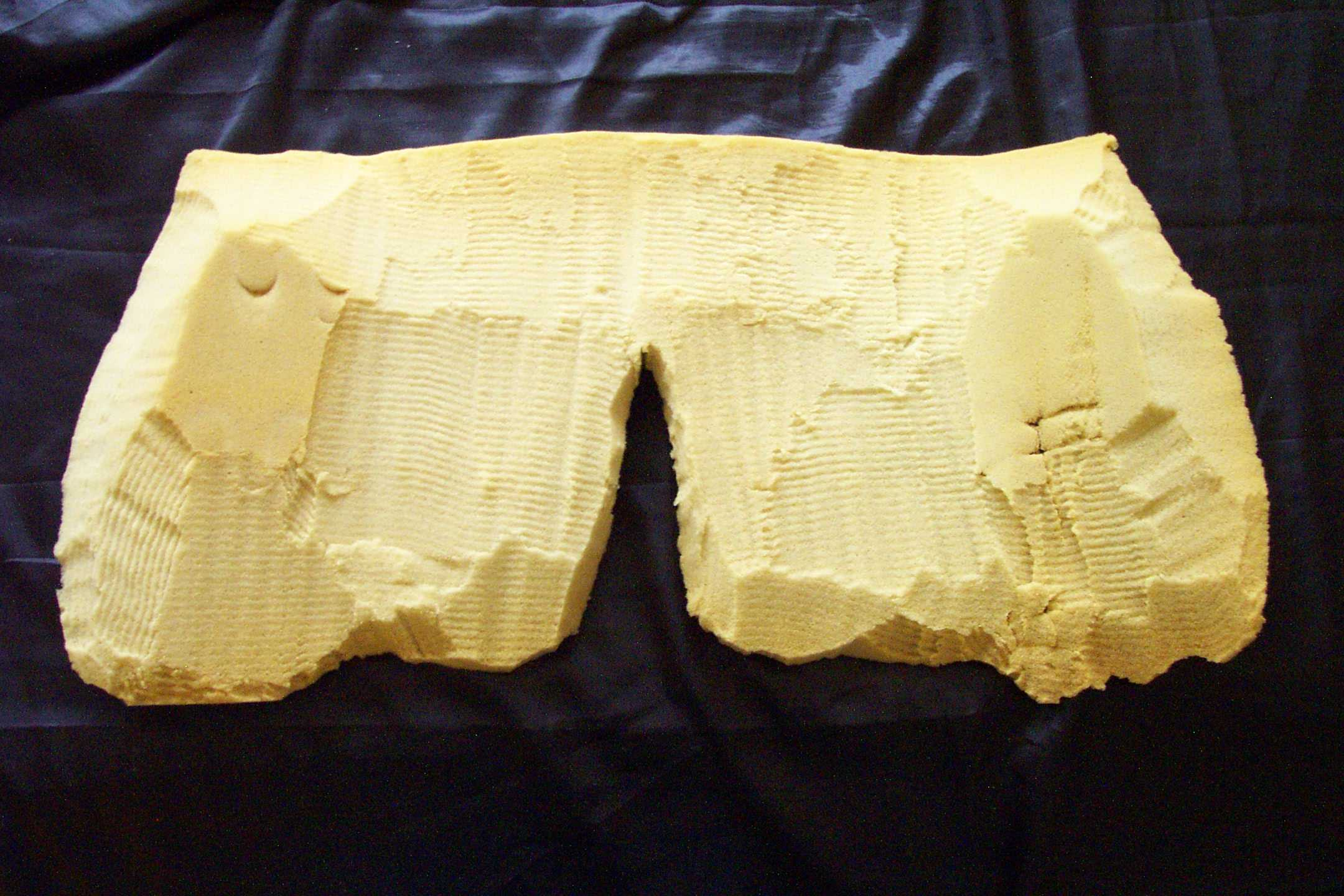
ポリウレタンフォーム

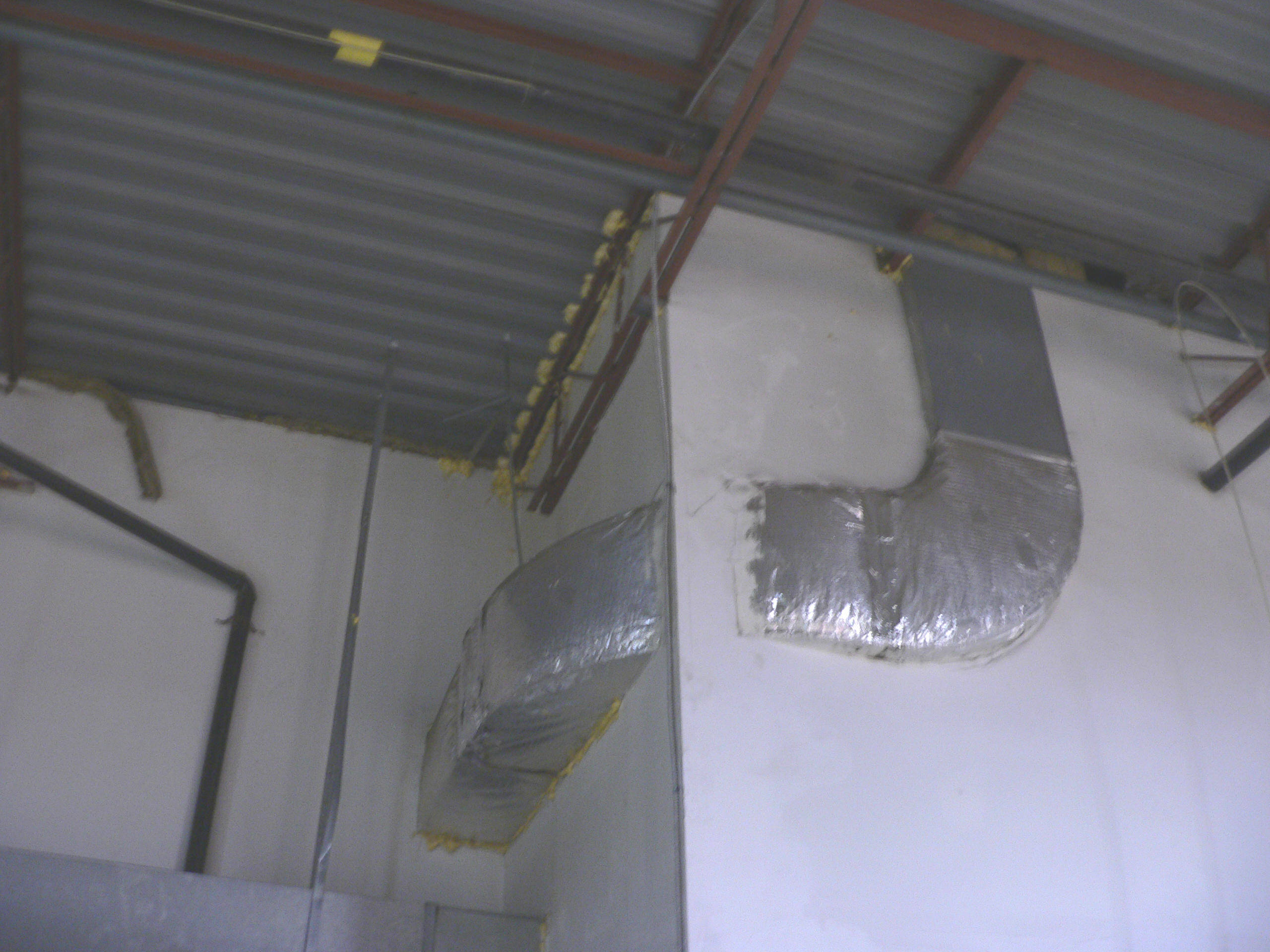
PUでコーティングされた空調ダクト

ポリウレタン（英: polyurethane）とはウレタン結合を有する重合体の総称で、通常イソシアネート基と水酸基を有する化合物の重付加により生成される。ウレタン（-NH・CO・O-）が介する結合をウレタン結合と言う（右図参照）。ウレタン樹脂（ウレタンじゅし）、ウレタンゴムともいう。プラスチックの分類を表す略号はPU、ゴムの分類を表す略号はUである。
1937年にドイツのIGファルベン社で最初に実用化されたが、工業用に広く用いられるようになったのは1950年代以降である。

## 化学的性質
抗張力や耐摩耗性、耐油性に優れるが、耐熱性や耐水性は他の合成ゴムに比べ低い。水分による加水分解や空気中の窒素酸化物（NOx）、塩分、紫外線、熱、微生物などの影響で、徐々に分解される。分解はその素材が合成された時から始まる。

### 劣化
素材が合成された時点から加水分解などによる劣化が始まり、高湿度下では、劣化が促進される。
日用品で経時劣化に伴うトラブルも多い。靴底に使用されているウレタンの劣化破損では、捻挫などの怪我を負う例が報告されている。登山中であれば遭難など深刻な状況に発展する可能性もある。この劣化は、使用回数などとは無関係で進む。
ただし、上記はエステル結合を持つエステル系ポリウレタンの話である。エーテル系ポリウレタンはエステル結合を持たないため、加水分解には極めて強い。

## 合成法
通常、グリコールを主とするポリオールと、主として2官能のイソシアネートである、ジイソシアネートを反応させて合成する。カルボキシ基、アミノ基などの官能基も併用することができ、非常に多様な性質の製品を作ることができる。ウレタンフォーム（発泡ポリウレタン）を製造するためには、発泡剤を加えて重合させる。

## 用途
ポリウレタンの主な用途は次のとおりである。
- 塗料（油性・水性ウレタン塗料）
- 接着剤（ホットメルト接着剤）
- ウレタンフォーム
  - スポンジ
  - シーリング材・コーキング材　
  - 充填材・断熱材
  - 防音材
- 繊維製品（ストレッチ素材） - 「スパンデックス」を参照
  - ジャージ、水着、レオタード、ファウンデーション、ストッキング
- 靴製品など
  - 人工皮革・合成皮革
  - 靴底
  - スキーブーツ
- 自動車部品（インシュレーター、クッション）
  - サスペンションアームブッシュ
  - バンプストッパー
  - エンジンマウントインシュレーター
  - バンパー
  - アームレスト
  - ヘッドレスト
  - シートクッション
  - 内張り用ソフトパッド
  - 発泡ウレタンはサイドシルなどモノコックの空洞に注入してボディ剛性アップに使われる。
- その他
  - 軽量盛土
  - スピーカーユニットの振動板のエッジ部分
  - ポリウレタン製コンドーム
  - ボウリングボールの表面
  - 電気絶縁材料